# Буторін Тихін Іванович
Ти́хін Іва́нович Буто́рін (рос. Тихон Иванович Буторин; нар. 15 червня 1896 — пом. 25 травня 1958) — радянський військовий діяч, генерал-майор авіації (04.06.1940).

## Життєпис
Народився 15 червня 1896 року в селі Кокори, нині Куменського району Кіровської області. Росіянин.
У лавах Російської імператорської армії з 1915 року. Учасник Першої світової війни, старший унтер-офіцер.
У серпні 1918 року вступив до лав РСЧА. Під час громадянської війни в Росії воював на Східному і Західному фронтах, командував взводом, ротою, полком. У 1921 році — начальник укріпленого району. У 1922 році закінчив Курси вищого і старшого начальницького складу при штабі Західного фронту, командував батальйоном. З 1925 року — помічник командира, згодом — командир стрілецького полку. Член ВКП(б) з 1925 року.
У 1930 році закінчив КУКС «Постріл», з листопада 1931 року — помічник командира 11-ї авіаційної бригади. У 1932 році закінчив командний факультет Військово-повітряної академії імені М. Є. Жуковського, з квітня того ж року — командир і комісар 59-ї, а з червня 1933 року — 49-ї авіаційної ескадрильї.
З січня 1935 року перебував у спеціальному відрядженні в Китаї. З листопада 1937 року — командир і комісар 5-ї важкої бомбардувальної авіаційної бригади. 20 лютого 1938 року присвоєне військове звання «комдив». У травні 1938 року призначений командувачем 3-ї авіаційної армії особливого призначення. У 1940 році закінчив Курси удосконалення вищого начальницького складу, з травня того ж року — командувач ВПС Архангельського військового округу.
Учасник німецько-радянської війни з червня 1941 року — командувач ВПС 43-ї армії Західного фронту. Брав участь у Смоленській битві та битві за Москву. З грудня 1941 року — викладач тактики ВПС Військово-повітряної академії РСЧА. З листопада 1942 року — заступник командира 13-го гвардійського стрілецького корпусу, учасник Сталінградської битви. Протягом липня — серпня 1943 року — командир 63-го стрілецького корпусу. У 1944 році закінчив КУКС при Військовій академії Генштабу, з 22 липня того ж року — командир 80-го стрілецького корпусу. 3 жовтня 1944 року за невиконання бойового завдання був усунутий з посади. З листопада 1944 по жовтень 1945 року — заступник командира 134-го стрілецького корпусу зі стройової частини.
У лютому 1946 року генерал-майор авіації Т. І. Буторін вийшов у відставку.
Помер 25 травня 1958 року в місті Ногінську Московської області.

## Нагороди
Нагороджений орденом Леніна (…), трьома орденами Червоного Прапора (…, 29.03.1943, …), орденом Кутузова 2-го ступеня (29.05.1945) і медалями.